# Haut Les Mains (Donne-Moi Ton Cœur)
A Haut Les Mains (Donne-Moi Ton Cœur) című dal a francia Ottawan diszkó duó kislemeze, mely 1980-ban jelent meg, azonban albumra nem került fel, csupán az angol változat Hands Up (Give Me Your Heart) című dal. A dal a Belga kislemezlista 32. helyéig jutott. A kislemez B oldalára a korábban megjelent Shalalala Song került.
A dal magyar átiratát Kovács Kati énekelte 1982-ben.

## Tracklista
7" kislemez
 Franciaország (Carrere 49695)
1. "Haut Les Mains (Donne-Moi Ton Cœur)" - 3:14
2. "Shalalala Song" - 3:02

12" Maxi
 Franciaország (Carrere 8104)
1. "Haut Les Mains (Donne-Moi Ton Cœur)" - 5:00
2. "Shalalala Song" - 4:40

## Slágerlista
| Slágerlista 1980 | Legmagasabb helyezés |
| ---------------- | -------------------- |
| Belgium          | 32                   |

## Külső hivatkozások
- Dalszöveg[5]
- Hallgasd meg a dalt[5]